# فرانك ويليام غرين
فرانك ويليام غرين هو سياسي كندي، ولد في 15 مارس 1876 في فيكتوريا في كندا، وتوفي في 24 ديسمبر 1953 في كرانبروك في كندا.